# Banco Ghavamin
El Banco Ghavamin (en persa: بانک قوامین‎, romanizado: Bank Qavâmin) fue una institución financiera y crediticia iraní establecida en el 2000. Es el primer banco del país con el objetivo de ayudar a mejorar la calidad de vida y el apoyo financiero del personal de trabajo de las fuerzas policiales de Irán.
Se disolvió después de que el banco central iraní fusionara 7 bancos de las Fuerzas Armadas iraníes en el Bank Sepah.

## Historia
Ghavanim comenzó como un fondo de préstamos de caridad y luego, en julio del 2000, se reestructuró como un instituto financiero y se le cambió el nombre a Ghavamin Saving and Charity Loan Institute. Su gama de actividades al público se amplió al personal policial.
En 2004, luego de su exitoso y bien administrado riesgo por superar las deudas del instituto financiero Al-TAHA en bancarrota y controlar la crisis financiera de préstamos de caridad en la provincia de Isfahán, el Banco Central de Irán acordó promoverlo a banco en una reestructuración paso a paso.
Finalmente, en junio de 2012 Ghavanim obtuvo la licencia como banco público. En el año fiscal 2012-2013, Ghavamin, con ingresos de más de 1600 millones de dólares estadounidenses, se encuentra entre las veinticuatro empresas y el séptimo banco más grande de Irán. Si bien está establecida en Teherán, la institución opera en todo el país con más de 880 sucursales.

## Premios
En 2012, el banco recibió el premio de gestión bancaria de la UE.
En 2012, obtuvo la ISO 10004.